# Arsen (Arsen Dedić)
Arsen je naziv prvog kompilacijskog albuma Arsena Dedića, objavljenoga 1973. godine. Album je izdao "PGP RTB" i nije doživio reizdanje.

## Popis pjesama
| Strana A | Strana A                                       | Strana A        | Strana A                  | Strana A          | Strana A | Strana A | Strana A | Strana A | Strana A |
| Br.      | Skladba                                        | Tekstopisac     | Skladatelj                | Aranžman          | Trajanje |          |          |          |          |
| -------- | ---------------------------------------------- | --------------- | ------------------------- | ----------------- | -------- | -------- | -------- | -------- | -------- |
| 1.       | »Kad bi svi ljudi na svijetu (Skip to My Lou)« | Arsen Dedić     | Yarrow                    | Stipica Kalogjera | 3:36     |          |          |          |          |
| 2.       | »Davne kiše«                                   | Z. Golob        | Z. Golob                  | N. Kalogjera      | 3:11     |          |          |          |          |
| 3.       | »Pjevam da mi prođe vrijeme«                   | Arsen Dedić     | Arsen Dedić               | Stipica Kalogjera | 2:19     |          |          |          |          |
| 4.       | »Dva prijatelja«                               | Matija Bećković | Arsen Dedić/Zdenko Runjić | Stipica Kalogjera | 3:44     |          |          |          |          |
| 5.       | »Tvoja ruka«                                   | Arsen Dedić     | Arsen Dedić               | Stipica Kalogjera | 3:47     |          |          |          |          |
| 6.       | »Jesenja balada«                               | V. Popović      | V. Kostić                 |                   | 3:04     |          |          |          |          |
| 19:41    |                                                |                 |                           |                   |          |          |          |          |          |

| Strana B | Strana B                     | Strana B    | Strana B      | Strana B          | Strana B | Strana B | Strana B | Strana B | Strana B |
| Br.      | Skladba                      | Tekstopisac | Skladatelj    | Aranžman          | Trajanje |          |          |          |          |
| -------- | ---------------------------- | ----------- | ------------- | ----------------- | -------- | -------- | -------- | -------- | -------- |
| 1.       | »Okus soli (Sapore di sale)« | I. Krimov   | G. Paoli      | T. Simović        | 3:11     |          |          |          |          |
| 2.       | »Tamara«                     | Arsen Dedić | Karlo Metikoš | Nikica Kalogjera  | 3:17     |          |          |          |          |
| 3.       | »Ni ti, ni ja«               | Arsen Dedić | Arsen Dedić   | Stipica Kalogjera | 2:58     |          |          |          |          |
| 4.       | »U ime ljubavi«              | Arsen Dedić | Arsen Dedić   | Stipica Kalogjera | 2:49     |          |          |          |          |
| 5.       | »Ako si pošla spat«          | Arsen Dedić | Arsen Dedić   | Arsen Dedić       | 2:53     |          |          |          |          |
| 6.       | »Nevoljen«                   | Arsen Dedić | Arsen Dedić   | T. Simović        | 2:27     |          |          |          |          |
| 17:35    |                              |             |               |                   |          |          |          |          |          |

## Vanjske poveznice
- Discogs: Arsen